# Neororea
Neororea là một chi nhện trong họ Amphinectidae. De soorten komen voor in New Zealand en op de Aucklandeilanden.

## Onderliggende soorten
- Neororea homerica Forster & Wilton, 1973
- Neororea sorenseni (Forster, 1955)